# Drum bun, Cireșari!
Drum bun, Cireșari! este ultimul roman din pentalogia Cireșarii (al cincilea în ordinea citirii după completarea seriei, dar al treilea în ordinea scrierii și publicării inițiale). 
Cireșarii este o serie de romane pentru tineret, cu mare succes la publicul adolescentin (și nu numai) din România anilor 1960, 1970 și 1980 scrise de Constantin Chiriță, romancier și scenarist român, fost vicepreședinte al Uniunii Scriitorilor din România. 
Drum bun, Cireșari! a fost publicat inițial în 1963. Autorul a făcut și mici revizii ulterioare, ultima înainte de republicarea din 1972.

## Rezumat
Ionel este plecat în vacanță cu părinții pe malul Mării Negre. De acolo, trimite o telegramă prietenilor săi, anunțându-i că a făcut o descoperire senzațională: zărise, într-o noapte, pe timpul unei furtuni, niște coloane albe de marmură ridicându-se peste valuri, care mai apoi dispăruseră. 
Cireșarii vin pe litoral și pornesc pe urmele acestei taine scufundate în adâncuri. Ne afundăm într-o nouă enigmă, rătăcim prin povești vechi, întâmplări necrezute amintite în șoaptă, referiri aproape magice la civilizații de mult apuse… totul completat de pericolele și peripețiile cu care deja ne-am obișnuit, dar îmbogățit cu o doză suplimentară de maturitate și mult mai mult romantism.
Marea aproape că ia proporții mitice, iar sentimentele personajelor ating la rândul lor niveluri nemaivăzute până acum. Avem, poate cum era de așteptat, și o lovitură de teatru la final, dar autorul ne conduce încet, prin paginile acestui volum încărcat de nostalgie, la despărțirea inevitabilă.
Provocarea e și aici fascinantă, poate mai fascinantă ca oricând. Încărcătura emoțională este mai mare  și grație vârstei cireșarilor, dar și regretului care însoțește despărțirea și trecerea firească înspre altă etapă a vieții. 

## Romanele pentalogieiCireșarii
- Cavalerii florii de cireș (numit inițial Cireșarii si apoi Teroarea neagră);
- Castelul fetei în alb
- Roata norocului
- Aripi de zăpadă (numit inițial Teroarea albă)
- Drum bun, Cireșari!

Seria Cireșarii este privită ca un reper în literatura română, atât pentru abordarea cărților de aventuri pentru tineret din epocă, cât și pentru popularitatea extraordinară pe care a avut-o în deceniile ce au urmat publicării, dar și peste generații. Romanele sunt și în prezent printre cele mai solicitate titluri românești pentru copii și tineret. 